# Західнопоморський технологічний університет

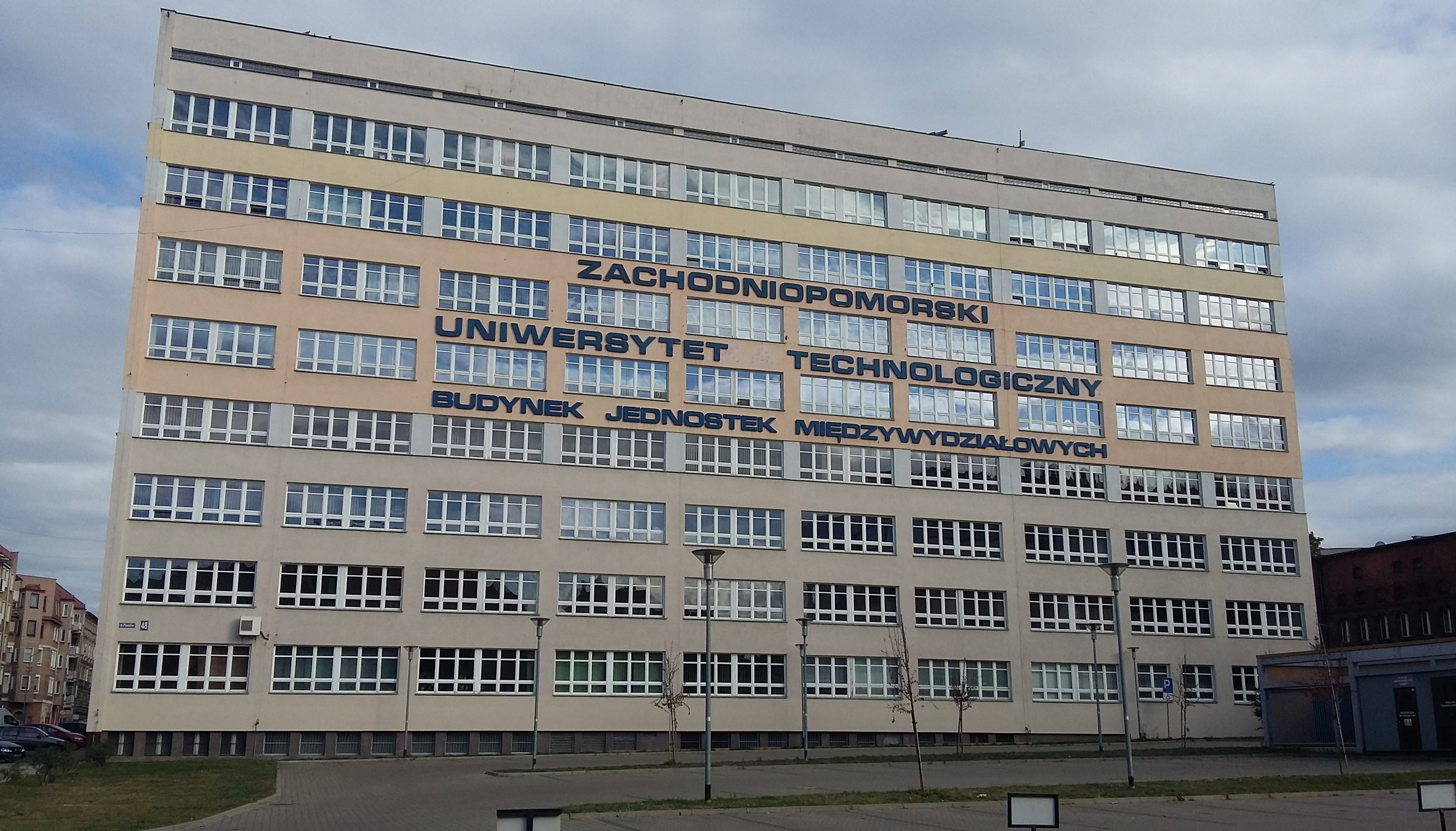
Корпус

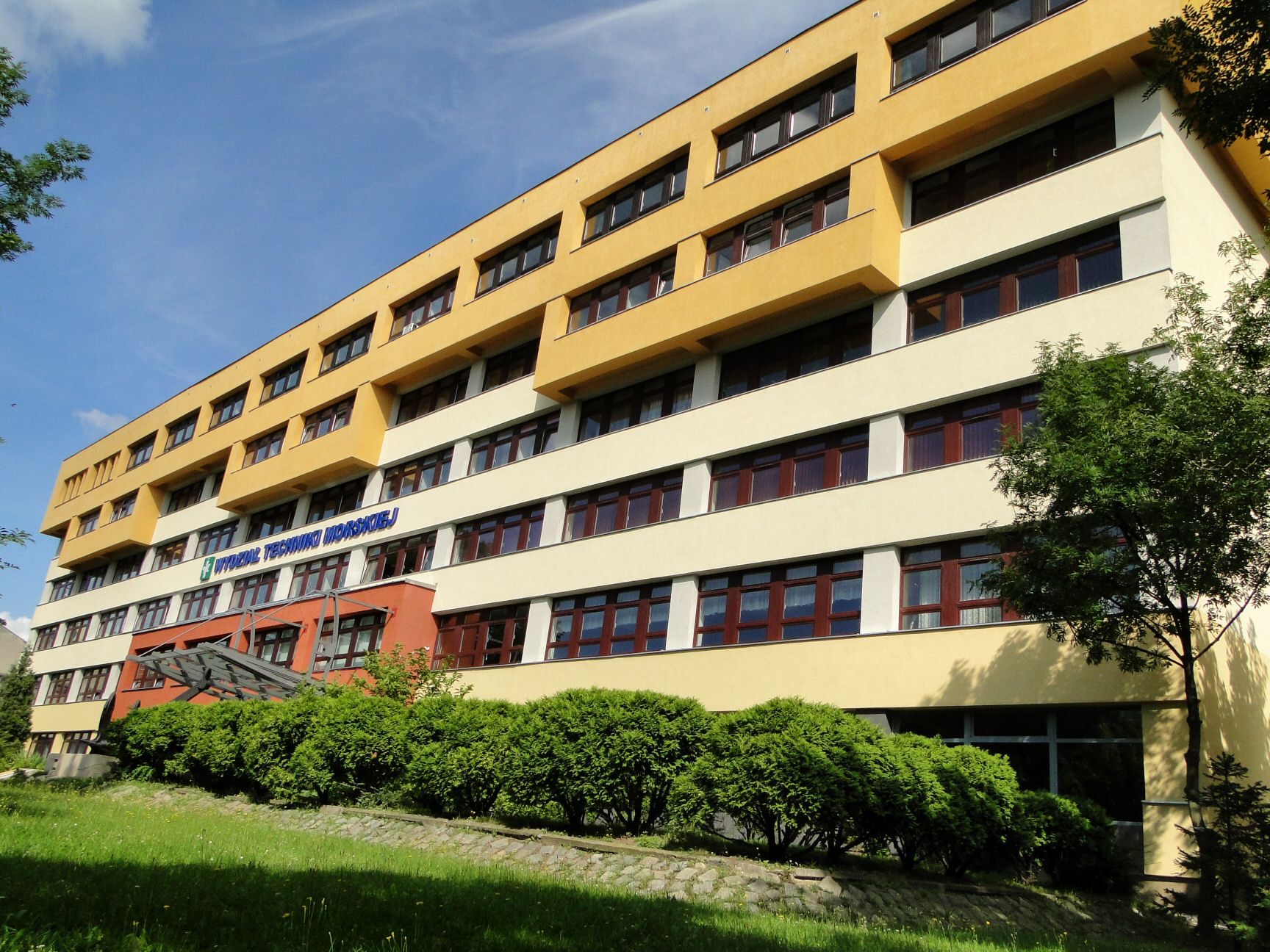
Факультет технології і морського транспорту

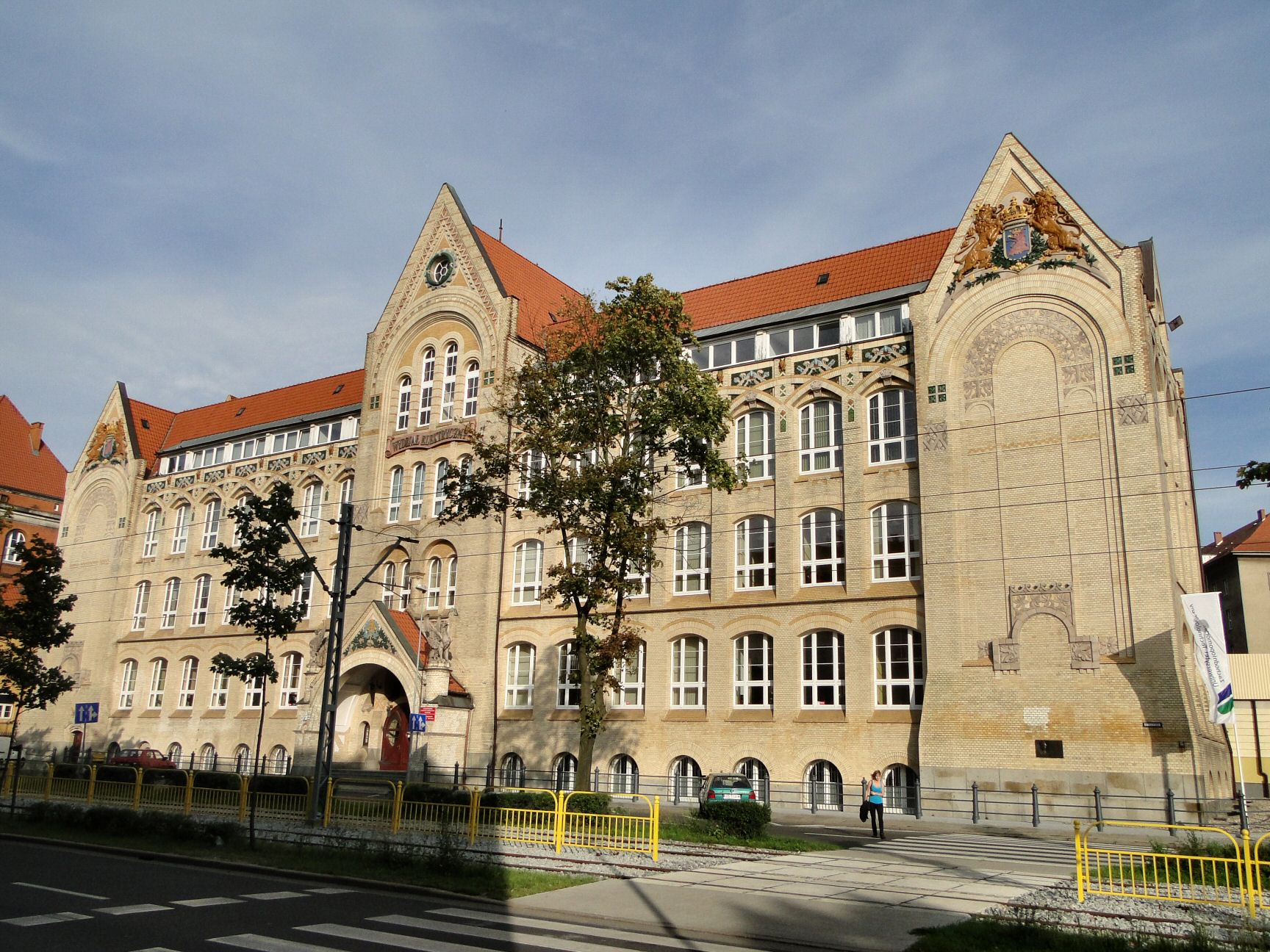
Факультет електротехніки

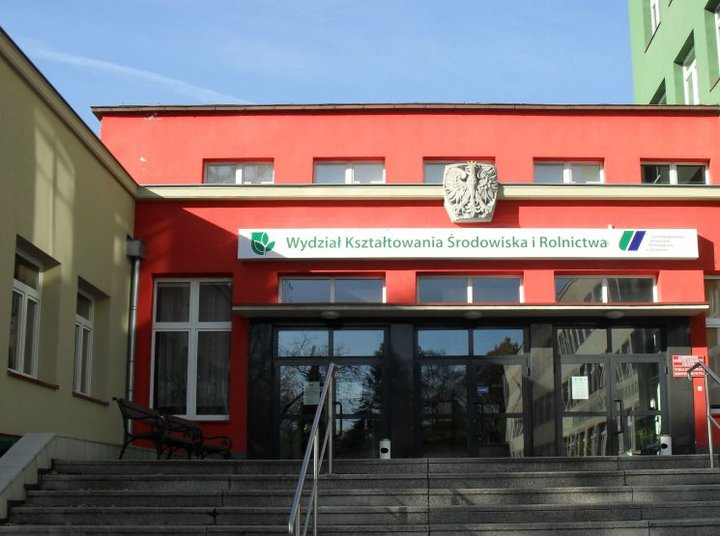
Корпус охорони довкілля і сільського господарства

Західнопоморський технологічний університет у Щецині (польс. Zachodniopomorski Uniwersytet Technologiczny w Szczecinie, англ. West Pomeranian University of Technology, Szczecin) — утворений 1 січня 2009 року в Щецині у результаті об'єднання двох навчальних закладів — Академії сільського господарства (1954 р.) і Щецинського політехнічного університету (1946 р.).
Першим ректором університету був професор Володимир Кірножицькі.
Університет налічує 10 факультетів із 47 напрямів. В університеті працюють 2,3 тис. співробітників і навчаються близько 15 тис. студентів. Університет здійснює навчання і проведить дослідження у галузі технічних наук, сільського господарства, економіки, біології, хімії і математики.
За рейтингом кращих університетів Польщі у січні 2015 року університет посів 10 місце, а серед рейтингу кращих університетів всіх типів у світі — 1717 місце.  

## Факультети і спеціальності
- Факультет біотехнології і тваринництва:
  - біологія
  - біотехнологія
  - зоотехніка
  - кінологія
- Факультет будівництва та архітектури:
  - архітектури і містобудування (урбаністика)
  - архітектурний інтер'єр і довкілля
  - будівництво
  - будівництво — європейський інженер
  - інженер-еколог
  - дизайн
- Факультет електротехніки :
  - автоматика та робототехніка
  - телеінформатика
  - електротехніка
- Економічний факультет :
  - економіка
  - туризм і відпочинок
  - управління економікою (менеджмент)
- Факультет інформатики :
  - інформатика
  - цифрова інженерія
- Факультет машинобудування та мехатроніки 
  - енергетика
  - матеріалознавство та інженерія
  - матеріалознавство та інженерія (англійською мовою)
  - машинобудування і механіка
  - мехатроніка
  - транспорт
  - управління та технологія виробництва
- Факультет охорони довкілля і сільського господарства:
  - ландшафтна архітектура
  - інженерія довкілля (земельні ресурси)
  - відновлювана енергетика
  - охорона довкілля
  - садівництво
  - сільське господарство (землеробство)
  - лісова і сільськогосподарська техніка
  - виноградне господарство і виноробство
- Факультет харчових наук та рибальства :
  - мікробіологія
  - рибна промисловість
  - технологія харчових продуктів і харчування людини
  - економіка та управління водним середовищем
  - управління безпекою і якістю харчових продуктів [Архівовано 17 березня 2016 у Wayback Machine.]
- Факультет технології і морського транспорту 
  - системи штучного охолодження і кондиціонування повітря
  - інженерна безпека
  - транспорт
  - будівництво яхт
  - океанотехніка
- Факультет технології та хімічної інженерії :
  - хімія
  - хімічна і процесуальна інженерія
  - нанотехнологія
  - хімічна технологія